# Крингельсдорф

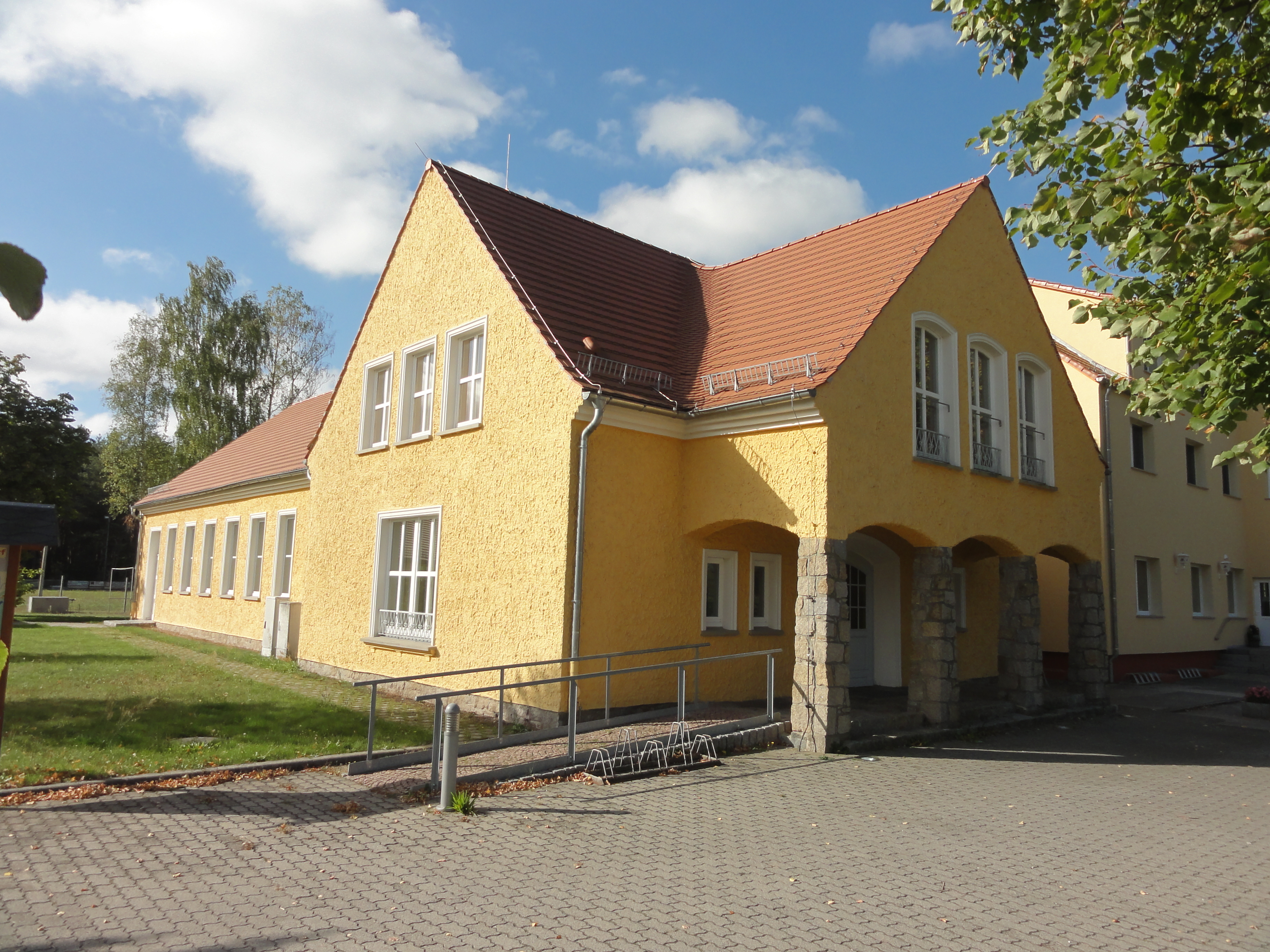
Дом культуры

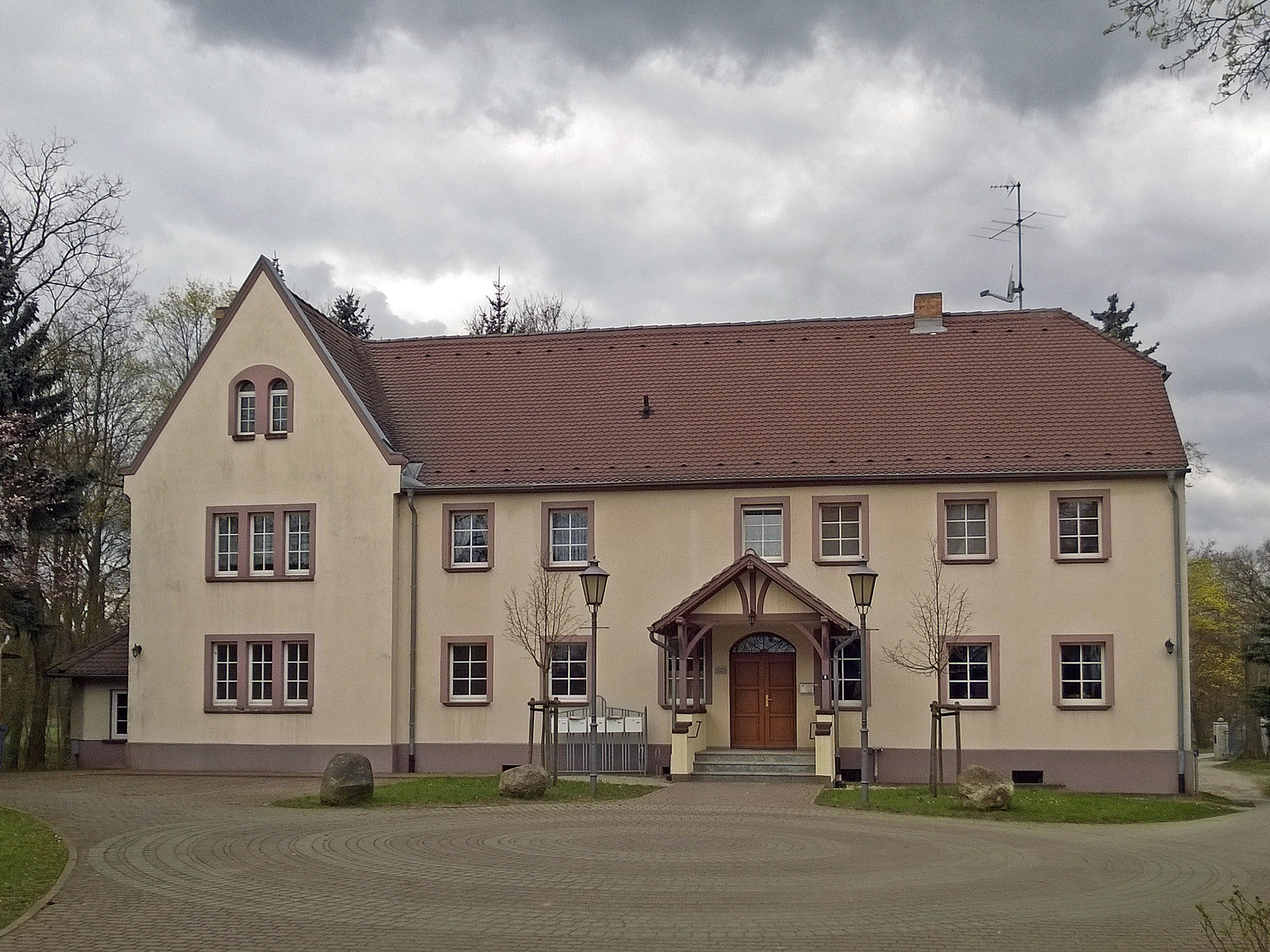
Бывшая усадьба

Крингельсдорф или Кры́нгелецы (нем. Kringelsdorf; в.-луж. Krynhelecyо файле) — деревня в Верхней Лужице, Германия. Входит в состав коммуны Боксберг района Гёрлиц в земле Саксония. Подчиняется административному округу Дрезден.

## География
Находится на берегу реки Шварцер-Шёпс в южной части района Лужицких озёр на юго-восток от административного центра коммуны деревни Боксберг. На юге от деревни проходит автомобильная дорога S 131 и на западе находится искусственное Бервальдское озеро.
Соседние населённые пункты: на востоке — деревня Рыхвалд, на юге — деревня Дырбах и на северо-западе — административный центр коммуны Боксберг.

## История
Впервые упоминается в 1400 году под наименованием Klyngisdorf.
С 1925 по 1996 года входила в коммуну Вильгельмсфельд. С 1996 года входит в состав современной коммуны Боксберг.
В 1928 году в состав деревни вошли находящиеся на левом берегу реки Шварцер-Шёпс населённые пункты Вослича-Гора и Вылемоцы.
В настоящее время деревня входит в состав культурно-территориальной автономии «Лужицкая поселенческая область», на территории которой действуют законодательные акты земель Саксонии и Бранденбурга, содействующие сохранению лужицких языков и культуры лужичан.
Исторические немецкие наименования
- Klyngisdorf, 1400
- Clingesdorff, 1415
- Clingelstorf, Clingelsdorff, 1418
- Kringlisdorff, 1428
- Kringersdorf, 1447
- Kringelßdorff, 1522
- Krengelsdorff, 1732
- Kringelsdorf, 1768

## Население
Официальным языком в населённом пункте, помимо немецкого, является также верхнелужицкий язык.
Согласно статистическому сочинению «Dodawki k statisticy a etnografiji łužickich Serbow» Арношта Муки в 1884 году в деревне проживало 106 человек (из них —102 серболужичанина (98 %)).
Лужицкий демограф Арношт Черник в своём сочинении «Die Entwicklung der sorbischen Bevölkerung» указывает, что в 1956 году при общей численности в 345 человек серболужицкое население деревни составляло 52,2 % (из них верхнелужицким языком владело 138 взрослых и 42 несовершеннолетних).
| 1825 | 1871 | 1885 | 1905 | 1925 | 1939 | 1946 | 1950 | 1964 | 1990 | 2011 |
| ---- | ---- | ---- | ---- | ---- | ---- | ---- | ---- | ---- | ---- | ---- |
| 86   | 121  | 151  | 151  | 273  | 271  | 368  | 347  | 324  | 377  | 376  |